# Паникли
Паникли — деревня в Невельском районе Псковской области России. Входит в состав Ивановской волости. 

## География
Расположена в 45 километрах к северо-востоку от районного центра, города Невеля, и в 9 км к северо-востоку от бывшего волостного центра, деревни Опухлики. Находится на побережье озера Белое, восточнее — озеро Ермаки. 

## Население
| 2001 | 2002 | 2010 |
| ---- | ---- | ---- |
| 43   | ↘30  | ↘28  |

Численность населения деревни по оценке на начало 2001 года составляла 43 человек.

## История
С января 1995 до апреля 2015 года деревня входила в состав ныне упразднённой Голубоозёрской волости.